# Жужилка
Жужилка — река в России, протекает по Боровичскому району Новгородской области. Впадает в озеро Сухое, из которого вытекает река Сухая. Длина реки составляет 17 км.

## Данные водного реестра
По данным государственного водного реестра России относится к Балтийскому бассейновому округу, водохозяйственный участок реки — Мста без р. Шлина от истока до Вышневолоцкого г/у, речной подбассейн реки — Волхов. Относится к речному бассейну реки Нева (включая бассейны рек Онежского и Ладожского озера).
Код объекта в государственном водном реестре — 01040200212102000020551.